# Кириріша
Кириріша (велика богиня, пані Ліяна) — богиня-мати в еламській міфології. З середини II тисячоліття до н. е. дружина верховного бога Хумпана, їх син — бог Хутран.

## Ім'я
Ім'я Кириріша означає «велика богиня». Це відбиває особливість еламського пантеону — нечіткий характер окремих богів і богинь. Іноді її називали просто великою або божественною матір'ю.

## Культ
Спочатку шанувалася лише на південному сході Еламу, біля Ліян (Бушир). З кінця III тисячоліття до н. е. культ Кириріші став поширюватися по всьому Еламу.
Спочатку на чолі еламського пантеону стояли жіночі божества. Головною імовірно вважалася богиня родючості Пінікір. Пізніше, початку II тисячоліття до н. е., вона була витіснена або ідентифікована з Кирирішею, яка зайняла провідне місце в пантеоні як «мати богів». Пінікір була богинею-матір'ю Північного Еламу, але оскільки центр держави поступово зміщувався на південь, вона стала менш важливою і поступилася місцем «пані Ліяна», Кириріші.
З середини II тисячоліття до н. е. на чолі пантеону встав Хумпан, Кириріша здобула титул його «великої дружини». У II-І тисячолітті до н. е. Хумпан, Іншушинак та Кириріша склали провідну тріаду пантеону.
У царя Хумбан-Нумени в Ліяні було святилище, присвячене виключно Кириріші. Пізніше, близько 1250 до н. е., їй було збудовано храм у Дур-Унташі.